# Alfonso Obregón
Alfonso Andrés Obregón Cancino (ur. 12 maja 1972 w Portoviejo) – piłkarz ekwadorski grający na pozycji środkowego pomocnika.

## Kariera klubowa
Karierę piłkarską Obregón rozpoczął w klubie Deportivo del Valle. W 1990 roku zadebiutował w jego barwach w lidze, a w 1991 roku odszedł do stołecznego Espoli Quito. W klubie tym grał do 1997 roku, ale nie osiągnął większych sukcesów. W 1998 roku odszedł do lokalnego rywala, LDU Quito, a w 1998 roku wywalczył swój pierwszy w karierze tytuł mistrza Ekwadoru. W 1999 roku powtórzył to osiągnięcie, a w 2001 roku wypożyczono go do Delfínu Manta. Tam spędził tylko rok i w sezonie 2002 ponownie został zawodnikiem LDU. W 2003 roku zdobył kolejne mistrzostwo kraju, w 2005 roku został mistrzem fazy Clausura. W 2007 roku LDU znów wywalczył prymat w kraju. W 2008 roku Alfonso dotarł z LDU do finału Copa Libertadores po drodze pokonując m.in. takie zespoły jak: Estudiantes de La Plata, San Lorenzo de Almagro i Club América.

## Kariera reprezentacyjna
W reprezentacji Ekwadoru Obregón zadebiutował w 1995 roku. W 2002 roku został powołany przez selekcjonera Hernána Darío Gómeza do kadry na Mistrzostwa Świata 2002. Tam był podstawowym bramkarzem drużyny i wystąpił we wszystkich trzech meczach grupowych: przegranych 0:2 z Włochami i 1:2 z Meksykiem oraz wygranym 1:0 z Chorwacją. W swojej karierze zagrał także na Copa América 2001 i Copa América 2004. Ostatni mecz w reprezentacji rozegrał w 2004 roku. Łącznie w drużynie Ekwadoru wystąpił 58 razy.